# Dufourea kerzhneri
Dufourea kerzhneri  (лат.) — вид одиночных пчёл из подсемейства Rophitinae семейства Halictidae.

## Распространение
Западная и южная Монголия.

## Описание
Длина тела составляет 4,0—5,0 мм. В переднем крыле 3 субмаргинальные ячейки, а 3-я из них значительно меньше 1-й. Голова и грудка чёрные, мандибулы в основном жёлтые, с красноватой вершиной, брюшко — коричневое. На тергитах брюшка широкие перевязи из густого белого опушения. Ноги с преобладающим жёлтым рисунком.
Вид был описан российскими гименоптерологами Юрием Песенко и Юлией Астафуровой (ЗИН РАН) первоначально под названием Trilia kerzhneri и назван в честь петербургского энтомолога профессора Изяслава Кержнера, нашедшего его типовые экземпляры ещё в 1969 году во время экспедиции в Монголию.